# Dekalin
Dekalin (dekahidronaftalen ali biciklo[4.4.0]dekan)  je biciklična organska spojina s kemijsko formulo C10H18. Je brezbarvna tekočina z aromatičnim vonjem, ki se uporablja predvsem kot industrijsko topilo za smole in aditiv za goriva. Spojina je nasičen analog naftalena. Pripravi se lahko s hidrogeniranjem tekočega naftalena v prisotnosti katalizatorjev. Med skladiščenjem v prisotnosti zraka zlahka tvori eksplozivne organske perokside.

## Izomerija
Dekalin ima cis in trans izomer. Trans oblika je zaradi manjšega števila steričnih interakcij energijsko bolj stabilna. Cis-dekalin je kiralna molekula brez kiralnega središča. Os dvojne rotacijske simetrije poteka skozi središče vezi C1-C6, zrcalne simetrije pa nima. Kiralnost molekule se izniči s preklapljanjem molekule stolček-zibka, se pravi v njeno zrcalno obliko.